# Gō Soeda
Gō Soeda (jap. 添田豪 Soeda Gō; ur. 5 września 1984 w Kanagawie) – japoński tenisista, reprezentant kraju w Pucharze Davisa, olimpijczyk z Londynu (2012).

## Kariera tenisowa
Karierę zawodową rozpoczął w 2003 roku.
W grze pojedynczej Soeda wygrał 18 turniejów wchodzących w skład cyklu ATP Challenger Tour.
W 2012 roku zagrał na igrzyskach olimpijskich w Londynie. Odpadł z rywalizacji singlowej i deblowej w 1. rundzie. W grze podwójnej grał w parze z Keiem Nishikorim.
Soeda jest również medalistą igrzysk azjatyckich. W sumie zdobył 1 srebrny medal oraz 3 brązowe.
Od roku 2005 jest reprezentantem kraju w Pucharze Davisa. Do końca sezonu 2020 rozegrał dla zespołu 39 meczów. W singlu zwyciężył w 24 pojedynkach, a w deblu w 2 spotkaniach.
Najwyższą pozycją Soedy wśród singlistów w rankingu ATP jest 47. miejsce (23 lipca 2012), a deblistów 232. pozycja (20 maja 2013).

### Zwycięstwa w turniejach ATP Challenger Tour w grze pojedynczej
| Końcowy wynik | Nr  | Data | Turniej    | Nawierzchnia    | Przeciwnik         | Wynik finału     |
| ------------- | --- | ---- | ---------- | --------------- | ------------------ | ---------------- |
| Zwycięzca     | 1.  | 2007 | Manta      | Twarda          | Eduardo Schwank    | 6:4, 6:2         |
| Zwycięzca     | 2.  | 2008 | Kioto      | Dywanowa (hala) | Matthias Bachinger | 7:6(0), 2:6, 6:4 |
| Zwycięzca     | 3.  | 2008 | Pusan      | Twarda          | Lu Yen-hsun        | 6:2, krecz       |
| Zwycięzca     | 4.  | 2008 | Nowe Delhi | Twarda          | Lu Yen-hsun        | 6:3, 3:6, 6:4    |
| Zwycięzca     | 5.  | 2008 | Toyota     | Twarda (hala)   | Lee Hyung-taik     | 6:2, 7:6(7)      |
| Zwycięzca     | 6.  | 2009 | Tiburón    | Twarda          | Ilija Bozoljac     | 3:6, 6:3, 6:2    |
| Zwycięzca     | 7.  | 2010 | Manta      | Twarda          | Ryler DeHeart      | 7:6(5), 6:2      |
| Zwycięzca     | 8.  | 2011 | Pingguo    | Twarda          | Matthias Bachinger | 6:4, 7:5         |
| Zwycięzca     | 9.  | 2011 | Wuhai      | Twarda          | Raven Klaasen      | 7:5, 6:4         |
| Zwycięzca     | 10. | 2012 | Honolulu   | Twarda          | Robby Ginepri      | 6:3, 7:6(5)      |
| Zwycięzca     | 11. | 2012 | Pingguo    | Twarda          | Malik al-Dżaziri   | 6:1, 3:6, 7:5    |
| Zwycięzca     | 12. | 2012 | Kaohsiung  | Twarda          | Tatsuma Itō        | 6:3, 6:0         |
| Zwycięzca     | 13. | 2013 | Maui       | Twarda          | Mischa Zverev      | 7:5, 7:5         |
| Zwycięzca     | 14. | 2014 | Pusan      | Twarda          | Jimmy Wang         | 6:3, 7:6(5)      |
| Zwycięzca     | 15. | 2014 | Nanchang   | Twarda          | Blaž Kavčič        | 6:3, 2:6, 7:6(3) |
| Zwycięzca     | 16. | 2014 | Toyota     | Dywanowa (hala) | Tatsuma Itō        | 6:4, 7:5         |
| Zwycięzca     | 17. | 2015 | Seul       | Twarda          | Chung Hyeon        | 3:6, 6:3, 6:3    |
| Zwycięzca     | 18. | 2016 | Winnipeg   | Twarda          | Blaž Kavčič        | 6:7(4), 6:4, 6:2 |